# Mirko Tomassoni
Mirko Tomassoni (ur. 24 kwietnia 1969) – sanmaryński polityk, kapitan regent San Marino od 1 października 2007. Funkcję tę, razem z Alberto Selvą, sprawował przez 6 miesięcy, do 1 kwietnia 2008. Po raz drugi pełnił funkcję kapitana-regenta wraz z Lucą Santolinim od 1 października 2018 do 1 kwietnia 2019.
Tomassoni jest członkiem Partii Socjalistów i Demokratów (Partito dei Socialisti e dei Democratici). Do parlamentu, Wielkiej Rady Generalnej, został wybrany podczas wyborów w czerwcu 2006. Porusza się na wózku inwalidzkim.